# Archodonata
Archodonata (лат.) — вымерший отряд крылатых насекомых. Палеозойские отложения Северного полушария (каменноугольный и пермский периоды). Более 10 видов. Северная Америка, Европа. Отличаются сильно редуцированными задними крыльями (у Permothemistidae они полностью отсутствуют). Размах крыльев от 23 до 36 мм. Усики тонкие, очень длинные, в 2,5 раза превышают длину тела, вероятно, играли аэродинамическую роль в полёте. Строение крыльев напоминает подёнок. Брюшко без боковых выростов.

## Систематика
7 родов, более 10 видов и 2 или 5 семейств (иногда также выделяют семейство Kansasiidae для американского рода Kansasia). Иногда, вместо названия Archodonata для его обозначения используют другие имена (Permothemistida или Dicliptera), так как к настоящим Odonata он не имеет никакого отношения. 
- Diathemidae Sinichenkova, 1980 (Diathemoptera)
  - Diathema Sinichenkova, 1980[6]
    - Diathema concinnum Sinichenkova, 1980
    - Diathema tenerum  Sinichenkova, 1980

  - Diathemidia Sinichenkova, 1980
    - Diathemidia montruosa Sinichenkova, 1980
- Permothemistidae Martynov, 1938
  - Permothemis Martynov, 1934
  - Ideliella G.Zalessky, 1937
  - Pauciramus (Pauciramus demoulini Sinitshenkova, 1980)
  - Permothemidia Rohdendorf, 1940
    - Permothemidia caudata Rohdendorf, 1940[7]
- ? Doteridae Handlirsch, 1919 (Doter minor)[8]
- ? Permoneuridae Carpenter (Permoneura Carpenter, 1931, Permoneura lameerei Carpenter, 1931)[9]
- ? Rectineuridae (Rectineura lineata)
- ? Kansasia Tillyard, 1937 (Kansasia pulchra)